# Gustavo Alessandri Valdés
Gustavo Alessandri Valdés (Santiago, 30 de abril de 1929-Santiago, 18 de julio de 2017) fue un abogado y político chileno, miembro de Renovación Nacional (RN). Fue diputado en diferentes periodos, además de ser alcalde de las comunas de La Florida (1958-1961) y Santiago (1987-1989).

## Primeros años
Miembro de la familia Alessandri, entre cuyos miembros hay dos presidentes de la República, destacados juristas, servidores públicos y académicos, nació del matrimonio conformado por Gustavo Alessandri Altamirano y Elena Valdés Freire. Era nieto del senador liberal José Pedro Alessandri Palma, sobrino nieto del Presidente Arturo Alessandri Palma y sobrino del Presidente Jorge Alessandri Rodríguez. Él era primo de Arturo Alessandri Besa, quien fuera Diputado, Senador y candidato Presidencial. Por familia materna, era bisnieto del Presidente don Ramón Freire. Se formó en el Instituto de Humanidades Luis Campino e ingresó a la Facultad de Derecho de la Universidad Católica de Chile. Era nieto también del fundador y primer alcalde de La Florida Vicente Valdés. En la época de estudiante universitario, específicamente entre 1948 y 1949, actuó como periodista en el proceso de Núremberg.
Más adelante, siguió ampliando sus conocimientos en la Escuela de Ciencias Políticas de París y en la Universidad de Salamanca, España, donde cursó la especialización de Derecho Constitucional Europeo Comparado.

## Vida privada
Se casó con Verónica Balmaceda Agüero, bisnieta del Presidente de la República José Manuel Balmaceda con quien tuvo tres hijos, entre ellos a Gustavo Alessandri Balmaceda, diputado 1990-1994.
En segundas nupcias se casó con Constanza Vergara Vicuña (periodista exdirectora de las revistas Paula y ELLE), con quien también tuvo tres hijos, dos de los cuales integraron el Gabinete Presidencial del Presidente Sebastián Piñera durante el primer periodo presidencial. Por su lado materno ella, desciende en línea directa del Presidente José Joaquín Prieto y del presidente de la Primera Junta de Gobierno don Mateo de Toro y Zambrano. Escribió el libro Buenas Maneras y Buenas Maneras para Ejecutivos, los cuales fueron éxito de ventas en los 90. 
Su hijo Jorge Alessandri Vergara se desempeñó en el Gobierno de Sebastián Piñera como Subdirector de Programación de la Presidencia, y fue concejal de Santiago (2008-2012). En 2015 fue elegido Prosecretario Nacional de la Udi para el período 2015-2017. En noviembre de 2017 fue elegido diputado de la República para el período 2018-2022 y reelecto para el periodo 2022-2026 en representación del distrito 10 de Santiago. 
En tanto que Felipe Alessandri Vergara, ejerció en el Gabinete Presidencial del Presidente Sebastián Piñera el cargo de Encargado Ciudadano de la Presidencia desde 2011 hasta el fin del Gobierno en 2014. Además, fue concejal de Santiago (2004-2008) y reelegido Concejal de Santiago por el periodo (2012-2016).En 2016 fue elegido Alcalde de Santiago, siendo la primera vez que un padre y luego su hijo ejercen este mismo cargo. EN 2024 fue elegido alcalde de la comuna de Lo Barnechea en la Región Metropolitana de Santiago para el período 2024-2028.
Su nieto Gustavo Alessandri Bascuñán, abogado de profesión, fue concejal de la comuna de Puente Alto entre 2012-16; y desde diciembre de 2016 asume como alcalde de la Municipalidad de Zapallar.Reelegido para el período 2020-2024 y para el período 2024-2028.

## Actividad profesional
En el ámbito privado se dedicó a las actividades comerciales, industriales y agrícolas. Recién titulado de abogado, trabajó en la Empresa Importadora Wal Ltda., como subgerente.
Se desempeñó como director en diversas empresas, como el Banco Español, Fibrocemento Pudahuel, Tattersal, Importadora Watts, Banco del Pacífico, Compañía de Seguros La Santiago y Aeromar. Fue presidente de Industrias S.A y vicepresidente de Hoteles Unidos S.A. También fue fundador de la Compañía Chilena de Fósforos, donde ejerció como presidente del directorio. Fue además director de Santander Inversiones, Viña Tarapacá ex Zavala, y Viña Mar. Al momento de ser elegido diputado, renunció a todos estos directorios.
Entre otras actividades, aprobó el curso de piloto civil, en el Club Aéreo de Melipilla. Fue director de varias sociedades anónimas, y el 27 de abril de 2011 se integró al Directorio de la Compañía Chilena de Fósforos S.A.

## Vida pública
Fue regidor y alcalde de La Florida. Fue elegido diputado por el tercer distrito De Santiago para los períodos 1961-1965, 1969-1973 y 1973-1977. Fue elegido en tres ocasiones Diputado por el tercer distrito, una por el Partido Liberal y las otras dos por el Partido Nacional. En 1974, en pleno régimen militar, integró la II da Comisión Legislativa y más tarde la Comisión de Leyes Orgánicas Constitucionales hasta su designación como alcalde capitalino.
En 1987 fue designado alcalde de la comuna de Santiago por el general Augusto Pinochet. Permaneció en el cargo hasta el 4 de enero de 1989.
Era fundador y militante del partido Renovación Nacional, desempeñándose en varios periodos como miembro de su Comisión Política y consejero general.
En 1997 fue elegido diputado nuevamente, en representación de su partido, por el Distrito N.°20 "Estación Central, Cerrillos y Maipú", período 1998 a 2002; integró la Comisión Permanente de Relaciones Exteriores; la de Asuntos Interparlamentarios e Integración Latinoamericana y la de Derechos Humanos, Nacionalidad y Ciudadanía.

## Historial electoral

### Elecciones parlamentarias de 1969
- Elecciones parlamentarias de 1969 para la 7ª Agrupación Departamental, Tercer Distrito Puente Alto y Pedro Aguirre Cerda.[2]

### Elecciones parlamentarias de 1973
- Elecciones parlamentarias de 1973 para el Tercer Distrito de Santiago, Puente Alto[3]

### Elecciones parlamentarias de 1993
- Elecciones parlamentarias de 1993 para el Distrito 40 (Longaví, Parral, Retiro, Cauquenes, Pelluhue y Chanco) [4]

### Elecciones parlamentarias de 1997
- Elecciones parlamentarias de 1997 para el Distrito 20 (Cerrillos, Estación Central y Maipú) [5]

### Elecciones parlamentarias de 2001
- Elecciones parlamentarias de 2001 para el Distrito 20 (Cerrillos, Estación Central y Maipú) [6]